# Vesperae (Biber)
Les Vesperae sont un recueil de motets pour les vêpres, composé par Heinrich Biber en 1674. L'œuvre, composée de deux grands mouvements pour un ensemble vocal et instrumental de trente-deux voix, porte les numéros C 11 et C 12 dans le catalogue de ses œuvres établi par le musicologue américain Eric Thomas Chafe.

## Présentation

### Structure
Les Vesperae forment un ensemble de deux grands motets :
1. Sonata — Dixit Dominus
2. Magnificat

### Instrumentation
Composés pour 32 voix, les Vesperae montrent une grande maîtrise du contrepoint pour grand ensemble :
- huit voix solistes : deux soprani, deux alti, deux ténors et deux basses
- chœurs à huit voix : SSAATTBB in concerto et in cappella
- orchestre : 2 cornetti, 4 trompettes, 3 trombones, timbales, violons à 2 parties, violes à 2 parties, violes de gambe
- Orgues et basse continue chiffrée

### Édition moderne
- (de) Dr. Werner Jaksch, Vesperae a 32, Schriesheim, 2011, 49 p.

### Ouvrages spécialisés
- (en) Eric Thomas Chafe, The Church Music of Heinrich Biber, Ann Arbor, UMI Research Press, coll. « Studies in musicology » (no 95), 1987, 305 p. (ISBN 0-8357-1770-4, OCLC 15053153)

## Discographie
- The Amsterdam Baroque Orchestra & Choir, dir. Ton Koopman : Els Bongers, Anne Grimm, sopranos ; Kai Wessel, Peter de Groot, altos ; Marcel Reyans, Simon Davies, ténors ; René Steur, Kees-Jan de Koning, basses (29 août-2 septembre 1992, Erato/Warner 4509-91725-2)[3] (OCLC 31626490)